# La Batalla del Átomo
La Batalla del Átomo (Battle of the Atom) es un crossover de distintos cómics, New  X Men, Uncanny X-Men, Wolverine y los X-Men y X-Men formado por 10 capítulos y publicado por Marvel Comics que debutó en septiembre y octubre de 2013 y transcurrió a través de múltiples libros de X-Men.
La historia trata de los X-Men del futuro viajando hasta la actualidad con el fin de obligar a los Nuevos X Men a que vuelva a la época que le corresponde ya que su presencia en la línea de tiempo actual daría lugar a consecuencias desastrosas.

## Historia de la publicación
La Batalla del Átomo fue anunciada en abril de 2013. Brian Michael Bendis, guionista de los Nuevos X Men, declaró que el uso de los viajes en el tiempo en la historia es menos importante que el tema de los personajes explorando cómo las decisiones que toman prematuramente en la vida les afectará en el futuro, de una manera similar a la película de 1986 Peggy Sue se casó. Meditando sobre la naturaleza del destino y cómo estas ideas inspiraron sus dos cómics anteriores y "La Batalla del Átomo" en particular, Bendis explicó:

Tengo un montón de preguntas sobre esto: ¿Dónde te ves en 10 años, o que crees que tu versión de 12 años de edad pensaría de este tema? Parece estar en muchas mentes de la gente. Cuando los X-Men se enfrentan a todo esto, no se puede dejar de adivinar o realmente apoderarse de las opciones que estás haciendo en la vida, y algunas personas no lo hacen. Ellos realmente no piensan en las elecciones que están haciendo, o tú ves a alguien en una relación con otra persona y te vas, ¿En serio, eso es lo que quieres en tu vida? Los X-Men realmente pueden mostrar esto a la gente en el examen de su futuro y tal. Se trata de tu propio legado y de ser la mejor versión de ti mismo, y si voy por este camino, ¿voy a ser la mejor versión de mí mismo o voy a descarrilar por completo? He estado escribiendo acerca de esto desde Jinx. Literalmente, Jinx dice, 'estoy en un camino y no tengo ni idea de cómo llegué aquí y ni siquiera sé si este es el camino en el que se suponía que debía estar. Ni siquiera puedo verlo'. Cuando estaba en la universidad, vi a personas que ni siquiera estaban seguras del por qué estaban haciendo la carrera en la que se encontraban. Nunca olvidaré, uno de mis vecinos era un astrofísico, y estando sentados en el porche, dice, "No me gusta la astrofísica. ¿Por qué estoy haciendo esto? no me gusta." Y estaba a tan sólo un año de graduarse. El tipo y su frase me persiguió durante todos estos años.

## Trama
Cuando el grupo de tiempo de Kitty Pryde desplazó a Cíclope y los Cinco X-Men Originales (O5) los Uncanny X-Men se ven obligados a unirse para detener a un nuevo mutante fuera de control, el joven Cíclope es asesinado por un centinela. Él es resucitado momentos más tarde por uno de los reclutas de Cíclope, que es un sanador. Sin embargo, en los breves momentos en que el joven Cíclope estuvo muerto, el Cíclope adulto dejó de existir y el mundo alrededor de los dos grupos de repente comenzó a estremecerse y temblar, como si la realidad se derrumbara por la paradoja del tiempo.
Esto provoca otra ronda de debate de Wolverine de los X-Men en devolver a los O5 a su lugar adecuado en la línea de tiempo. El debate se interrumpe bruscamente por la llegada de un grupo de X-Men de más edad dirigidos por una anciana Kitty Pryde, por el nieto de Charles Xavier y por una adulta Jean Grey (el tiempo envejeció a la Jean Grey 05, ya que nunca había regresado al pasado), vestida como la nueva Xorn. Tratarán de forzar a los X-Men a volver al pasado.
Al darse cuenta de que algo no va bien, Jean 05 escapa con Cíclope 05. Los X-Men y los "X-Men del futuro" los persiguen con una Xorn explicando que una catástrofe pronto sobrevendrá a los X-Men si el grupo O5 no regresa a su lugar original en la línea de tiempo. La naturaleza exacta de la catástrofe se dejará ambigua.
Jean & Scott 05 finalmente se ponen en contacto con el equipo Uncanny X-Men de Cíclope y después de algunas consideraciones Scott se compromete a ayudar a su yo más joven y a la joven Jean. Al darse cuenta de que el pensamiento de Scott en la materia es comprometido, Emma Frost alerta telepáticamente a los X-Men y X-Men del Futuro de la ubicación de los jóvenes Jean y Scott. Sin embargo, al ver a Xorn atacar a su yo más joven, Emma cambia de opinión y ataca a Xorn con las Cucos y Jean 05.
Xorn es capaz de derrotar a los poderes combinados de Emma y sus cucos, pero Jean 05 es finalmente capaz de derrotarla. Xorn da a Jean 05 una visión del futuro, una estratagema por parte de ella, que la convencerá de que tienen que volver a su lugar apropiado en la línea de tiempo. Los tres equipos de X-Men toman su camino con un Cíclope poco seguro de que esta lucha haya terminado de verdad.
Magik, quien también sospecha de los motivos de estos nuevos X-Men, viaja al futuro con Bestia y Hombre de Hielo 05. Descubrirán que estos "X-Men del Futuro" son realmente "La Hermandad del Futuro" y sus motivos son puramente egoístas. Esta nueva Hermandad fue creada cuando Alison Blaire, también conocida como Dazzler, es elegida presidenta y asesinada de forma rápida, con la identidad del asesino no revelada. Los verdaderos "X-Men del Futuro" se ponen de acuerdo en viajar en el tiempo y hacer frente a la Hermandad.
Al llegar a la Mansión X Jean, Scott y Ángel 05, descubren que Bestia y Hombre de Hielo 05 están en el futuro. La Hermandad se da cuenta de que pronto tendrán que luchar contra el equipo de Cíclope y los verdaderos "X-Men del Futuro" y aceleran sus planes. Se revela que la "Futura Kitty Pryde" es realmente Raze, el hijo metamorfo de Místyque y Wolverine. Atacarán a los X-Men originales incluido Wolverine que está incapacitado. Raze es capaz de infiltrarse en el equipo de Scott y capturar a Hombre de Hielo y Bestia 05.
Los X-Men 05 son llevados ante la máquina del tiempo de Bestia y se intenta enviarlos atrás en el tiempo. Sin embargo, una fuerza desconocida evita que este proceso se complete. Como los otros miembros de la Hermandad se sienten abrumados por los Uncanny X-Men y los futuros X-Men, los miembros supervivientes de la Hermandad huyen a Cabo Ciudadela, el lugar de la primera batalla entre los X-Men 05 y Magneto.
La Hermandad ataca a los militares para atraer la atención de S.H.I.E.L.D. La fuerza unida de los Uncanny X-Men, el equipo X-Men de Lobezno y los "futuros" X-Men consigue detenerlos. Xorn es capaz de controlar allí los equipos bélicos de S.H.I.E.L.D. y poner en marcha el programa gubernamental Centinelas, que se había creado en secreto. Los X-Men derrotan a los Centinelas del gobierno y dirigen su atención a Xorn. Ella es capaz de hacer frente a las fuerzas combinadas pero sobrecarga sus poderes y explota.
La catástrofe exacta que caería sobre los X-Men debido a la presencia del grupo O5 no se revela. Los futuros X-Men regresan a su lugar apropiado en la línea de tiempo con sus víctimas. El paradero del miembro de la Hermandad Raze es desconocida. Los X-Men 05 debido que son obligados a retroceder en el tiempo deciden dejar la Escuela Jean Grey y unirse a los Uncanny X-Men. Kitty Pryde, angustiada porque su entrada tuvo lugar durante la terrible experiencia, se une a ellos para continuar siendo el mentor del Equipo O5.

## Protagonistas
X-Men 05
- Jean Grey (Pasado)
- Cíclope (Pasado)
- Bestia (Pasado)
- Iceman (Pasado)
- Ángel (anteriores)

X-Men Lobezno
- Wolverine
- Tormenta
- Bestia (Presente)
- Iceman (Presente)
- Kitty Pryde
- Rachel Summers
- Psylocke
- Rogue
- Júbilo

Equipo Cíclope de X-Men
- Cíclope (Presente)
- Emma Frost
- Magneto
- Magik
- Hermanas Cuco
- Tempus
- Triage
- Benjamin Deeds
- Goldballs

Hermandad del Futuro
- Xorn ( Jean Grey adulta, de los X-Men 05)
- Charles Xavier II
- Bestia (Futuro)
- Raze Darkholme
- Molly Hayes
- Ice Thing
- Masacre

Los futuros X-Men
- Coloso
- Lobezno (Júbilo)
- Phoenix (Quentin Quire)
- Ice Wizard (Robert Drake)
- Wiccan
- Kymera
- Centinela X (Shogo, hijo adoptivo de Júbilo)

## Títulos implicados
```
 
Septiembre 2013
```

- Parte 1:  X-Men La Batalla del Átomo  # 1
- Parte 2:  La Nueva Patrulla X  # 16
- Parte 3:  X-Men  vol. 4 # 5
- Parte 4:  Uncanny X-Men 'vol'. 3 # 12
- Parte 5:  Lobezno y los X-Men  # 36

```
 
Octubre 2013
```

- Parte 6:  La Nueva Patrulla X  # 17
- Parte 7:  X-Men  vol. 4 # 6
- Parte 8:  Uncanny X-Men vol. 3 # 13
- Parte 9:  Lobezno y los X-Men  # 37
- Parte 10:  X-Men: La Batalla del Átomo  # 2

## Crítica
"La Batalla del Átomo" ha sido revisado por diferentes sitios web, incluyendo Aventuras de mal gusto, IGN, iFanboy y Comic Book Resources.

## Juego Móvil
En enero de 2014 un juego de cartas para móviles basado en el cómic fue realizado.